# Hermann Soyaux
Hermann Soyaux, även Herman Soyaux, född 4 januari 1852 i Breslau, död 1928, var en tysk botaniker, forskningsresande och ekonom.
Soyaux deltog på uppdrag av Afrikanska sällskapet i Paul Güssfeldts Loangoexpedition 1873 och besökte Angola 1875–1876, varefter han för ett handelshus i Hamburg 1879–1885 anlade en kaffeplantage vid Gabon, där han även inrättade en meteorologisk station. I tjänst hos Tyska kolonialföreningen 1885, besökte han i koloniseringssyfte den brasilianska provinsen (numera delstaten) Rio Grande do Sul 1886 och återvände dit 1888 som föreståndare för Bom Retiro, en av de många tyska kolonierna i nämnda stat. Han var senare sekreterare i hushållningssällskapet i huvudstaden Porto Alegre. 
Auktorsnamnet Soyaux kan användas för Hermann Soyaux i samband med ett vetenskapligt namn inom botaniken; se Wikipediaartiklar som länkar till auktorsnamnet.